# Formigueiro-de-cara-ruiva
Formigueiro-do-tapajós ou formigueiro-de-cara-ruiva (nome científico: Myrmelastes rufifacies) é uma espécie de ave pertencente à família dos tamnofilídeos. Ocorre somente no Brasil.
Seu nome popular em língua inglesa é "Rufous-faced antbird".